# L'Île d'amour (film, 1944)
Pour les articles homonymes, voir L'Île d'amour.
Pour plus de détails, voir Fiche technique et Distribution.
L'Île d'amour est un film français réalisé par Maurice Cam, sorti en 1944. L'un des acteurs principaux du film est Tino Rossi.
Ce film est un remake du film muet L'Île d'amour (connu également sous le titre Bicchi) réalisé par Berthe Dagmar et Jean Durand, sorti en 1928.

## Synopsis
Un pêcheur corse est victime d'une vendetta, alors qu'il avait eu le tort de fréquenter la nièce d'un homme d'affaires se proposant de créer une station balnéaire, à la grande colère des insulaires.

## Fiche technique
- Réalisation : Maurice Cam
- Scénario : Charles Exbrayat, Stéphane Pizella et Henri Jeanson (non crédité) et dialogues :  Charles Exbrayat, d'après le roman "Bicchi" de Saint-Sorny, Editions Emile-Paul frères, Paris, 1922, 312 p.
- Musique : Henri Tomasi, Roger Lucchesi, Louis Gasté
- Décors : Raymond Druart
- Photographie : André Thomas
- Son : Louis Perrin, René Louge
- Montage : Jeannette Berton
- Production : Jean-Pierre Frogeais, Hercule Mucchielli
- Sociétés de production : Cyrnos, Sigma
- Société de distribution : Les Films Vog
- Pays :  France
- Langue : français
- Format : Noir et blanc - 1,37:1 - 35 mm - Son mono
- Durée : 106 minutes
- Genre : Film dramatique
- Date de sortie : 
  - France - 24 mai 1944
- Affiche : Fernand François (France)

## Distribution
- Tino Rossi : Oriani dit Bicchi
- Josseline Gael : Xénia
- Édouard Delmont : Christiani
- Lilia Vetti : Marie-Jeanne
- Camille Guérini : l'architecte
- Charles Blavette : le contrebandier
- Jacques Louvigny : Allilaire
- Michel Vitold : André Bozzi
- Raphaël Patorni : Simon Bozzi
- Jacques Castelot : Serlys
- Sylvie (actrice) : la Strega
- André Carnège : le juge d'instruction
- Fernand Charpin : le maire
- Louis Florencie : le brigadier de gendarmerie